# یواس‌اس رویال (ای‌ام‌سی-۱۰۲)
یواس‌اس رویال (ای‌ام‌سی-۱۰۲) (به انگلیسی: USS Royal (AMc-102)) یک کشتی بود که طول آن ۹۷ فوت ۱ اینچ (۲۹٫۵۹ متر) بود. این کشتی در سال ۱۹۴۲ ساخته شد.